# Frederik I van Anhalt
Leopold Frederik Frans Nicolaas (Dessau, 29 april 1831 – Ballenstedt, 24 januari 1904) was van 1871 tot 1904 hertog van Anhalt.

## Leven
Frederik was de zoon van hertog Leopold IV en Frederika van Pruisen, kleindochter van Frederik Willem II. Hij studeerde in Bonn en Genève, nam in 1851 dienst in het Pruisische leger te Potsdam en verbleef vanaf 1853 in Dessau. Op 22 april 1854 trad hij in het huwelijk met Antoinette, dochter van Eduard van Saksen-Altenburg. In de Duits-Deense Oorlog van 1864 nam hij onder leiding van zijn zwager Frederik Karel van Pruisen deel aan de Sleeswijkse veldtocht en als luitenant-generaal streed hij in 1870/71 in de Frans-Duitse Oorlog. In 1871 woonde hij te Versailles de keizerskroning van Wilhelm I bij.
Frederik volgde zijn vader bij diens dood op 22 mei 1871 op als hertog van Anhalt, dat in 1863 was samengesteld uit Anhalt-Dessau, Anhalt-Köthen en Anhalt-Bernburg. Hij stierf op 24 januari 1904 en werd opgevolgd door zijn zoon Frederik II.

## Kinderen
Frederik en Antoinette hadden de volgende kinderen:
- Leopold Frederik (1855-1886)
- Leopold Frederik Eduard Karel Alexander (1856-1918), hertog van Anhalt van 1904 tot 1918
- Elisabeth Marie Frederika Amalia Agnes (1857-1933), gehuwd met Adolf Frederik V van Mecklenburg-Strelitz
- Eduard George Willem Maximiliaan (1861-1918), hertog van Anhalt in 1918
- Aribert Jozef Alexander (1864-1933), regent voor hertog Joachim Ernst in 1918
- Alexandra Theresia Marie (1868-1958)

## Referentie
- art. Friederich (5), in Meyers Konversations-Lexikon 6 (1888), p. 697.